# Jan Markowski (prokurator)
Jan Markowski (ur. 17 września 1890 w Zatorze) – polski prokurator.

## Życiorys
W 1908 ukończył gimnazjum w Rzeszowie. Studia prawnicze odbył na Uniwersytecie Jana Kazimierza we Lwowie, następnie aż do wybuchu I wojny światowej pracował jako referent adwokacki na praktyce sądowej. W latach 1914–1922 brał czynny udział w wojnie światowej i polsko-bolszewickiej. 28 czerwca 1922 został mianowany podprokuratorem przy Sądzie Okręgowym w Łodzi. Od 24 maja 1929 do 31 grudnia 1932 był prokuratorem Sądu Okręgowego w Łodzi. Od 1 stycznia 1933 do 12 kwietnia 1938 zajmował stanowisko prokuratora Sądu Apelacyjnego w Lublinie. Od 12 kwietnia 1938 prokurator Sądu Apelacyjnego w Katowicach.
W 1937 prezes Zarządu Okręgu Wojewódzkiego LOPP w Lublinie.
Po II wojnie światowej prokurator Sądu Najwyższego, przewodniczący Okręgowej Komisji Badania Zbrodni Niemieckich w Katowicach.

## Ordery i odznaczenia
- Krzyż Komandorski Orderu Odrodzenia Polski (11 listopada 1937)[6][7]
- Złoty Krzyż Zasługi (dwukrotnie: 13 maja 1933[8], 1938)
- Złota Odznaka Honorowa Ligi Obrony Powietrznej i Przeciwgazowej I stopnia